# Sutera pallida
Sutera pallida là một loài thực vật có hoa trong họ Huyền sâm. Loài này được Overk. Ex Roessl. miêu tả khoa học đầu tiên.